# Лабатю (Атлантические Пиренеи)
Лабатю́ (фр. Labatut) — коммуна во Франции, находится в регионе Аквитания. Департамент — Атлантические Пиренеи. Входит в состав кантона Пе-де-Морлаас и дю Монтанерес. Округ коммуны — По.
Код INSEE коммуны — 64293.

## География
Коммуна расположена приблизительно в 630 км к югу от Парижа, в 165 км южнее Бордо, в 32 км к северо-востоку от По.
По территории коммуны протекают реки Луэт и Эза.

### Климат
Климат тёплый океанический. Зима мягкая, средняя температура января — от +5°С до +13°С, температуры ниже −10 °C бывают редко. Снег выпадает около 15 дней в году с ноября по апрель. Максимальная температура летом порядка 20-30 °C, выше 35 °C бывает очень редко. Количество осадков высокое, порядка 1100 мм в год. Характерна безветренная погода, сильные ветры очень редки.

## Население
Население коммуны на 2010 год составляло 162 человека.
| 1962 | 1968 | 1975 | 1982 | 1990 | 1999 | 2010 |
| ---- | ---- | ---- | ---- | ---- | ---- | ---- |
| 153  | 143  | 141  | 148  | 153  | 144  | 162  |

## Администрация
| Период | Период | Фамилия         | Партия | Примечания |
| ------ | ------ | --------------- | ------ | ---------- |
| 1995   | 2001   | Патрик Тенар    |        |            |
| 2001   | 2020   | Жан-Марк Лаффит |        |            |

## Экономика
В 2010 году среди 105 человек трудоспособного возраста (15-64 лет) 75 были экономически активными, 30 — неактивными (показатель активности — 71,4 %, в 1999 году было 74,2 %). Из 75 активных жителей работали 71 человек (37 мужчин и 34 женщины), безработных было 4 (2 мужчин и 2 женщины). Среди 30 неактивных 3 человека были учениками или студентами, 15 — пенсионерами, 12 были неактивными по другим причинам.

## Достопримечательности
- Церковь Св. Мартина (XVII век)[4]
- Замок Навай (XVI век)[5]